# Torneo di Viareggio 1951
Il Torneo di Viareggio 1951 è stata la terza edizione del torneo calcistico riservato alle formazioni giovanili di squadre di tutto il mondo ed organizzato dalla CGC Viareggio. Ad aggiudicarsi il torneo è stato il Partizan di Belgrado prima squadra straniera a vincere la competizione.
Le 12 squadre partecipanti arrivavano da  4 Paesi differenti e la maggior parte di esse, 8, dall'Italia. Non è possibile reperire informazioni precise circa le squadre partecipanti e i turni eliminatori che hanno preceduto i quarti di finale.

## Formato
Le quattro squadre straniere sono state considerate teste di serie e hanno cominciato il torneo direttamente dai quarti di finale. Le altre otto si sono affrontate in un turno preliminare. Dai quarti di finale in poi le gare sono state ad eliminazione diretta.

## Squadre partecipanti
Squadre italiane
- Atalanta
- Bologna
- Fiorentina
- Inter
- Lazio
- Milan
- Sampdoria
- Viareggio

Squadre europee
- First Vienna -
- RC France -
- Dinamo Zagabria -
- Partizan -

## Turno preliminare
|            | Preliminare  |           |
| ---------- | ------------ | --------- |
| Atalanta   |              | Bologna   |
| Viareggio  | 0 - 1 d.t.s. | Sampdoria |
| Fiorentina | 1 - 0        | Milan     |
| Lazio      | 0 - 2        | Inter     |

## Fase finale
|  | Quarti di finale | Quarti di finale |           |           | Semifinali                | Semifinali                |  |  | Finale | Finale |
|  |                  |                  |           |           |                           |                           |  |  |        |        |
|  |                  |                  |           |           |                           |                           |  |  |        |        |
|  |                  |                  |           |           |                           |                           |  |  |        |        |
|  | Sampdoria        | 3                |           |           |                           |                           |  |  |        |        |
|  | Sampdoria        | 3                |           |           |                           |                           |  |  |        |        |
|  | Dinamo Zagabria  | 1                |           |           |                           |                           |  |  |        |        |
|  | Dinamo Zagabria  | 1                | Sampdoria | 3         |                           |                           |  |  |        |        |
|  |                  |                  | Sampdoria | 3         |                           |                           |  |  |        |        |
|  |                  | First Vienna     | 1         |           |                           |                           |  |  |        |        |
|  | First Vienna     | First Vienna     | 1         | 2         |                           |                           |  |  |        |        |
|  | First Vienna     |                  |           | 2         |                           |                           |  |  |        |        |
|  | Inter            | 1                |           |           |                           |                           |  |  |        |        |
|  | Inter            | 1                | Sampdoria | 1         |                           |                           |  |  |        |        |
|  |                  |                  | Sampdoria | 1         |                           |                           |  |  |        |        |
|  |                  | Partizan         | 2         |           |                           |                           |  |  |        |        |
|  | Partizan         | Partizan         | 2         | 2         |                           |                           |  |  |        |        |
|  | Partizan         |                  |           | 2         |                           |                           |  |  |        |        |
|  | Bologna          | 1                |           |           |                           |                           |  |  |        |        |
|  | Bologna          | 1                | Partizan  | 2         | Finale per il terzo posto | Finale per il terzo posto |  |  |        |        |
|  |                  |                  | Partizan  | 2         | Finale per il terzo posto | Finale per il terzo posto |  |  |        |        |
|  |                  | RC France        | 1         |           |                           |                           |  |  |        |        |
|  | RC France        | RC France        | 1         | 1         | First Vienna              | 1                         |  |  |        |        |
|  | RC France        |                  |           | 1         | First Vienna              | 1                         |  |  |        |        |
|  | Fiorentina       | 0                |           | RC France | 1                         |                           |  |  |        |        |
|  | Fiorentina       | 0                |           |           | 1                         |                           |  |  |        |        |
|  |                  |                  |           |           |                           |                           |  |  |        |        |
|  |                  |                  |           |           |                           |                           |  |  |        |        |